# Perenniporia rosmarini
Perenniporia rosmarini är en svampart som beskrevs av A. David & Malençon 1979. Perenniporia rosmarini ingår i släktet Perenniporia och familjen Polyporaceae.   Inga underarter finns listade i Catalogue of Life.